# アレクサンドル・ポリャコフ
アレクサンドル・マルコヴィチ・ポリャコフ（Alexander Markowitsch Poljakov：ロシア語表記 Александр Маркович Поляков、1945年9月27日 - ）はロシアの物理学者。場の量子論の分野で重要な貢献をした。ゲラルド・トフーフトと独立に大統一理論ではモノポールが存在できることを示した。トフーフト＝ポリャコフ・モノポールと呼ばれる。

## 来歴
1961年、物理数学オリンピックで優勝し、モスクワ物理工科大学卒業。モスクワのランダウ研究所（Landau Institute for Theoretical Physics）から1969年にPh.D.を取得、1989年まで同研究所の教授を務め、2004年からプリンストン大学に移った。

## 受賞歴
- 1986年 ICTPのディラック・メダル、ハイネマン賞数理物理学部門
- 1994年 ローレンツ・メダル
- 1996年 オスカル・クラインメダル
- 2004年 ポメランチュク賞
- 2010年 ハーヴェイ賞
- 2011年 ラルス・オンサーガー賞
- 2013年 基礎物理学ブレイクスルー賞
- 2021年 マックス・プランク・メダル